# Hentzia fimbriata
Hentzia fimbriata är en spindelart som först beskrevs av Pickard-Cambridge F. 1901.  Hentzia fimbriata ingår i släktet Hentzia och familjen hoppspindlar. Inga underarter finns listade i Catalogue of Life.